# Звежховский, Матеуш
Матеуш Звежховский (пол. Mateusz Zwierzchowski; 1 января 1713, Речь Посполитая — 14 апреля 1768, Гнезно) — польский композитор, органист и дирижёр на рубеже барокко и классицизма. Работал всю жизнь в Польше.

## Биография
Звежховский происходил из знатной семьи. Первоначально его учителем был его отец Анджей, скрипач и органист Гнезненского собора. В 1723 году он был принят в соборную капеллу вместе со своим отцом и продолжил обучение в соборной школе, где пел в хоре певчих. После смерти отца (в 1735 году) капитул взял на себя заботу о Матеуше и назначил двух покровителей-кураторов.
В 1735 году Звежховский стал органистом митрополии в Гнезно, что свидетельствует о его уже высокой квалификации. В 1738 году ему дополнительно была поручена постоянная забота о классе спинета. Он сам выполнил мелкий ремонт этого инструмента. С 1750 года и до конца своей жизни Звежховский был капельмейстером соборного оркестра. Он также принимал участие в создании и организации состава оркестра и капеллы. По его просьбе для оркестра были приобретены 4 трубы, 4 валторны и крестовая флейта. Он много раз привлекал выдающихся специалистов для улучшения и восстановления органов, а также занимался репертуаром группы. За 33 года деятельности он накопил ок. 260 произведений разных авторов (автором некоторых произведений выступал он сам). К сожалению, пожар собора 1760 года почти полностью уничтожил всю его коллекцию. Спустя 18 лет после смерти Звежховского его сын Якуб подарил оркестру автографы месс, вечерен и симфоний, унаследованных от отца. По стечению обстоятельств и они были уничтожены, но уже во время Второй мировой войны.

### Личная жизнь
В 1739 году Звежховский женился на гнезненской дворянке Марианне Венгожевской, от которой у него было двое сыновей: Эулогиуш Юзеф (родился в 1743 году, впоследствии юрист) и Якуб Элиаш (1745—1786, впоследствии приходской священник церкви Святого Лаврентия в Гнезне).
Матеуш Звежховский был похоронен 16 апреля 1768 года в склепе Славянской часовни Гнезненского собора. Капитул собора устроил ему торжественные похороны, высоко оценив его заслуги.

## Творчество
Звежховский работал в период становления польской классической музыки и был связан исключительно с Гнезненской соборной капеллой, поэтому его работы не были известны в других местах. Он сочинял хоровые и вокально-инструментальные произведения. Известны сведения о его 54 сочинениях, но сохранилось лишь несколько религиозных произведений, среди которых две пасторальные песни, написанные для очень скромного инструментального ансамбля с намерением исполнять их дома во время рождественских концертов. Следуя обычаю, композитор включил фрагменты народных колядок.

### Сохранившиеся работы
- Пасторелла (Маленький Иисус) для сопрано, фагота соло, 2 скрипок и бассо континуо (автограф 1750 г.)
- Pastorella de nativitate DNJC (Ej Bracia czy śpicie) для сопрано, баса, 2 скрипок и бассо континуо (автограф 1756 г.)
- Реквием ми-бемоль мажор для 4-х голосов, смешанного хора, 2-х труб, 2-х скрипок и бассо континуо (автограф 1760 г.)
- Непререкаемый псалом Dixit Dominus, сохраненные голоса для 2 лютней (автограф 1760 г.)
- Восстань и радуйся Иерусалим (для смешанного хора, 2 скрипок, 2 гобоев, альта и бассо континуо) (авторство сомнительно)